# Portrait d'homme (Le Greco)
Le Portrait d’homme est un tableau du peintre espagnol, d'origine grecque Le Greco. Il s’agit d’une huile sur toile réalisée vers 1600. Le tableau est conservé au Musée de Picardie, à Amiens.

## Historique de l’œuvre
Le tableau est entré dans les collections du  musée de Picardie, en 1890, par un don des frères Lavallard. Il a été d'abord été identifié comme le portrait de Gabriel Alonso de Herrera, mais l’identité du personnage représenté est incertaine.
En revanche, il semble certain que cette toile date de la fin de la vie du Greco ; elle est emblématique de la maturité de l'artiste dont les œuvres sont peu présentes dans les musées français.

## Caractéristiques
Portrait d’homme est représentatif de la forme classique et austère qui caractérise l'œuvre du Greco. Le personnage représenté pourrait être un professeur ou un magistrat comme semble le montrer l'attitude, le geste d’orateur et l’ouvrage qu’il tient à la main. Une profonde humanité se dégage du personnage malgré son attitude austère.
Ce qui caractérise le personnage, c'est l’élongation de ses traits : visage tout en longueur, front et mains très grands qui seraient pour Guillaume Kientz, conservateur au département des peintures du musée du Louvre, spécialiste de la peinture espagnole et sud-américaine, un héritage du mouvement maniériste romain, El Greco ayant séjourné dans la ville éternelle au cours de son apprentissage.
L’homme est habillé à la manière des nobles de l’époque. La fraise, collerette blanche très haute, est encore à la mode en Espagne chez les gentilshommes, au début du XVIIe siècle.
L'expressivité du visage est donnée par la lueur  qui apparaît dans ses yeux lui donnant une intensité psychologique certaine. La position des mains permet de comprendre qui est représenté. La main droite, qui se rabat sur la poitrine, en signe de présentation est, comme l'affirmation du personnage. La main gauche, posée sur un livre, montre qu’il s’agit d’un lettré ou d'un érudit, le livre étant symbole du savoir.